# Шкода-Кауба P14
Шкода-Кауба SK P14 је набојномлазни ловац за нужду пројектован за потребе Луфтвафеа. Дизајнирала га је Шкода-Кауба пред крај Другог свјетског рата у оквиру одбрамбених напора Трећег рајха против разорних савезничких бомбардовања.

## Дизајн и развој
Инжењер Еуген Сангер радио је на овом пројекту након што је његов приједлог Silbervogel (Сребрена птица) за суборбиталну једрилицу одбило Министарство ваздухопловства Рајха. Са друге стране рад на овом пројекту, који је био у складу са захтјевима Врховне команде Луфтвафеа из 1944. је био одобрен. Фирма за производњу авиона Шкода-Кауба била је смјештена у предграђу Прага који је у то вријеме био окупиран од нациста. Ова фирма дизајнирала је SK P14 као једнокрилни авион који покреће мотор Sänger набојномлазни мотор. Пошто је набојномлазни мотор имао пречник 1,5 м и дужину од 9,5 м, већину структуру трупа чинили су масивни мотор и његов цјевасти усисни канал. Мотор је могао да ради на свим врстама замјенских горива (нпр. дробљени угаљ обогаћен хемијским адитивима). У пилотској кабини пилот је управљао авионом у лежећем положају. Полијетање је требало да се изведе са камиона на три точка опремљеним помоћним моторима, након достизања брзине потребне за рад потисног мотора (приближно 320 km/h), авион се требао одвојити од камиона и узлетјети. Слетање је требало да се изведе на тобогану. Само су дијелови овог авиона изграђени па самим тим није никад било тестних летова.